# Pilsner (bere)

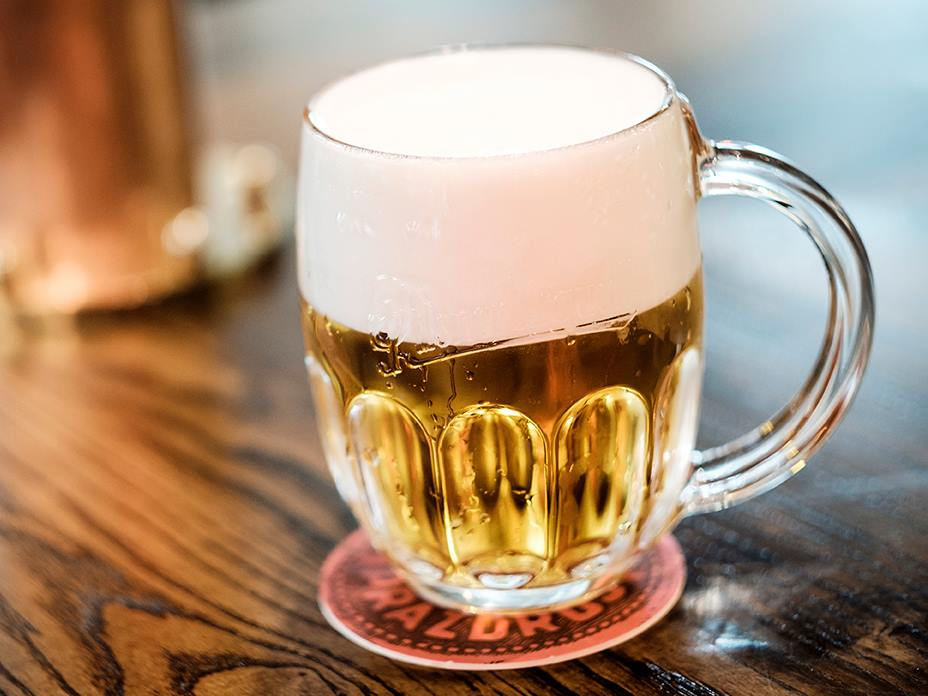
Pilsner Urquell, prima bere pale lager din lume și strămoșul actualei bere Pilsner

Pilsner (denumită, de asemenea, pilsener sau mai simplu pils) este un tip de bere pale lager de culoare aurie. Numele ei provine de la orașul ceh Plzeň (în germană Pilsen), unde a fost produsă în 1842 prima bere pale lager din lume (cunoscută acum sub numele de Pilsner Urquell) de berarul bavarez Josef Groll de la fabrica de bere Pilsner Urquell.

## Istoric

### Origine

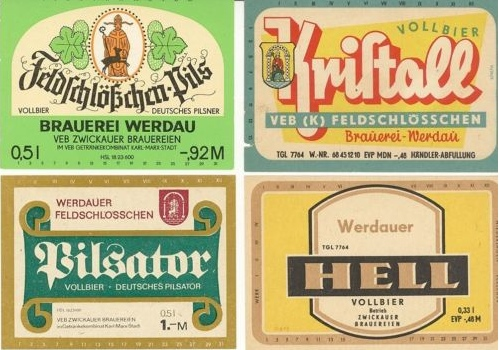
Modele vechi de etichete ale berii pilsner din Germania de Est.

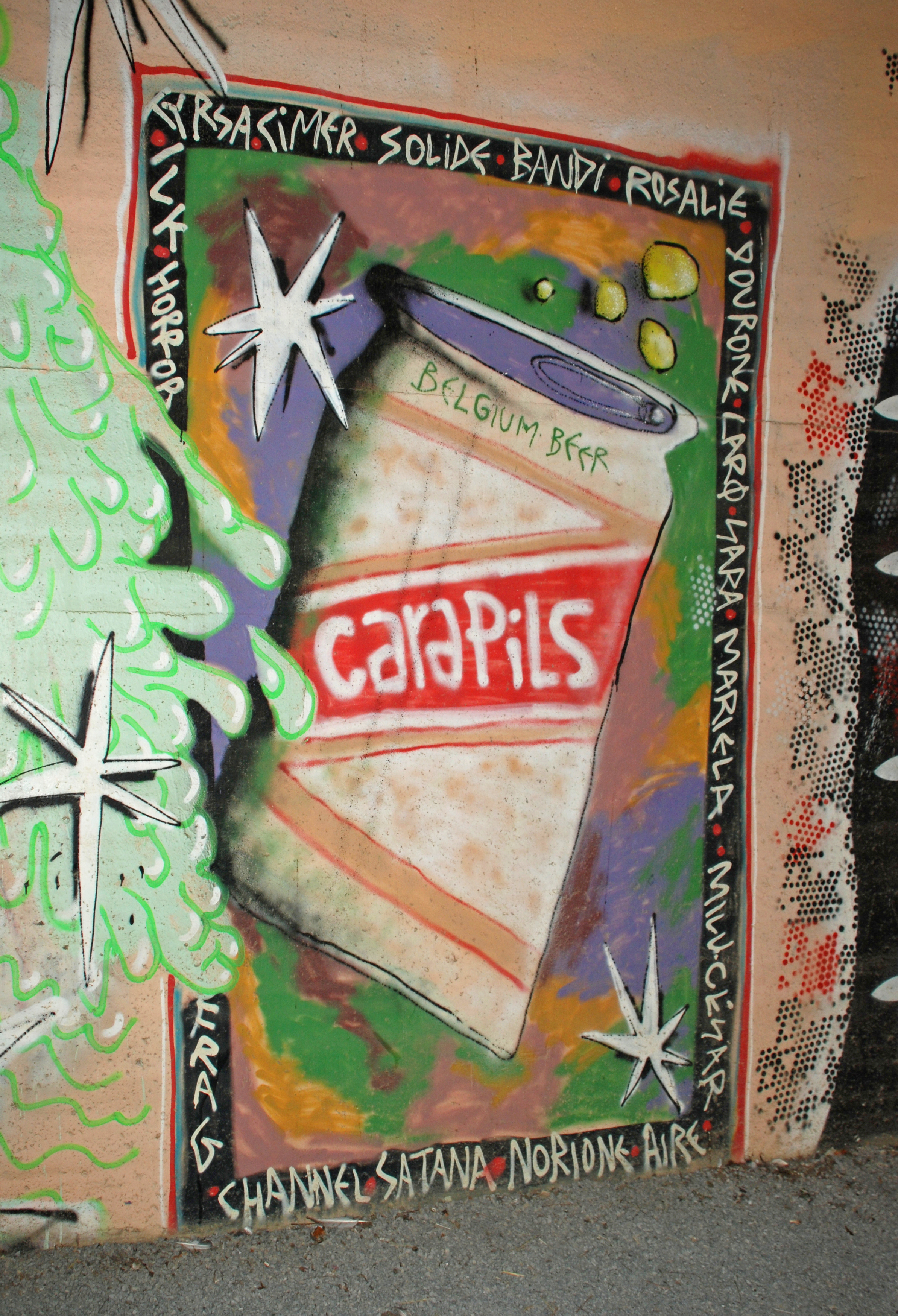
Cutie de bere pilsen germană reprezentată pe un perete al stației de tren din Louvain-la-Neuve (Belgia)

Orașul Pilsen (azi Plzeň) a obținut drepturile de fabricare a berii în anul 1307, dar până la mijlocul anilor 1840 majoritatea berilor produse în Boemia erau produse prin fermentare la temperaturi înalte. Gustul și standardele de calitate variau adesea, iar în 1838 consumatorii locali au vărsat 36 de butoaie de bere în fața Primăriei pentru a-și arăta nemulțumirea față de calitatea berii. Locuitorii orașului Pilsen au fondat în 1839 o fabrică de bere, denumită inițial Bürger-Brauerei Pilsen (în cehă Měšťanský pivovar Plzeň, în traducere „Berăria orășenească”) și cunoscută acum sub numele de Pilsner Urquell, care a produs o nouă bere Pilsen în stilul bavarez. Berarii începuseră deja să învechească berea fabricată cu drojdii care fermentau la temperaturi scăzute în grote (lager, din germană gelagert [depozitat]), ceea ce a îmbunătățit claritatea și durata de valabilitate a berii. Punerea în practică a acestui procedeu de fabricație a beneficiat parțial de cunoștințele expuse deja într-o carte scrisă de berarul ceh František Ondřej Poupě (în germană Franz Andreas Paupie) (1753–1805) din Brno Berile lager de fermentație inferioară au fost până în 1842 în mare parte brune și tulburi. și tipărită în germană în 1794 și în cehă în 1799).
Fabrica de bere din Plzeň l-a angajat pe berarul bavarez Josef Groll (1813–1887), care, folosind ingredientele locale și malțuri albicioase, a produs primul lot de pale lager în 5 octombrie 1842. Combinația dintre apa remarcabil de moale din Pilsen, hameiul nobil local Saaz din orașul apropiat Žatec, malțul pal de orz morav cu conținut scăzut de proteine, preparat prin încălzire indirectă în cuptor, și prepararea berii lager în stil bavarez (cu drojdia de bere în partea de jos a vasului) avea ca rezultat o bere aurie și limpede, cu o aromă fină, dulce-amăruie și mai răcoritoare. Această rețetă a creat senzație și s-a răspândit rapid în Europa.
Contractul lui Groll cu fabrica de bere s-a încheiat în 1845. El s-a întors la Vilshofen și, ulterior, a moștenit fabrica de bere a tatălui său. Fabrica de bere Groll nu mai există. O parte a fabricii a fost achiziționată însă de Wolferstetter, o altă companie producătoare din Vilshofen, care continuă să producă bere pilsner după rețeta lui Josef Groll. Creșterea producției de sticlă în Europa în acel timp a avut ca efect scăderea prețurilor. Astfel, populația a putut să-și permită să achiziționeze pentru prima dată vase de băut din sticlă. Aceste foste articole de lux au evidențiat claritatea aurie plăcută a berii, influențând și mai mult răspândirea berii pilsner.
Berea pilsner era disponibilă în 1853 în 35 de berării din Praga. Ea a ajuns la Viena în 1856 și la Paris în 1862. Dezvoltarea transportului și a comunicațiilor a contribuit, de asemenea, la răspândirea rapidă a acestei beri noi în toată Europa, iar stilul de bere Pilsner a fost imitat curând pe scară largă. Abia în anul 1859 compania Bürger-Brauerei a înregistrat „Pilsner Bier” ca nume de marcă la Camera de Comerț din Pilsen. Berea pilsner a început să fie exportată din 1871 pe continentul american. În 1898 a fost creată marca Pilsner Urquell care a pus accentul pe fabrica de bere originală (Urquell însemnând „izvorul original”).
Unele beri sunt etichetate Urtyp Pilsener (UP), ceea ce înseamnă că sunt produse cu respectarea procedeului original, deși multe fabrici de bere folosesc această distincție pentru a denumi berea lor de calitate superioară.

### Evoluții moderne
Introducerea în Germania a tehnologiei moderne de refrigerare de către Carl von Linde la sfârșitul secolului al XIX-lea a eliminat necesitatea depozitării berii în grote sau pivnițe, permițând prepararea berii care fermentează la temperaturi scăzute în multe locuri noi. Până în 1993, fabrica de bere Pilsner Urquell a fermentat berea în butoaie deschise depozitate în pivnițele aflate sub clădirea fabricii. Această situație s-a schimbat în 1993 odată cu utilizarea rezervoarelor cilindrice de capacități mari. Cantități mici de bere sunt încă preparate într-un mod tradițional în scopul comparării gustului.
O bere pale lager modernă, denumită pilsner, poate avea o culoare foarte deschisă, clară, de la pal până la galben auriu, și o aromă de hamei de niveluri diferite. Tăria alcoolică a berilor pilsner variază, dar este de obicei în jur de 4,5%–5% (concentrație alcoolică în volum). Există categorii denumite „pilsner în stil european” în cadrul unor concursuri dedicate berii precum World Beer Cup. Berile lager în stil Pilsen sunt produse și comercializate la nivel internațional de numeroase fabrici de bere mici și companii producătoare mai mari, iar circa 95% din volumul mondial de bere pilsner este format în prezent din imitații, care împărtășesc o mică parte din caracterul berii pilsner originale.

## Stiluri

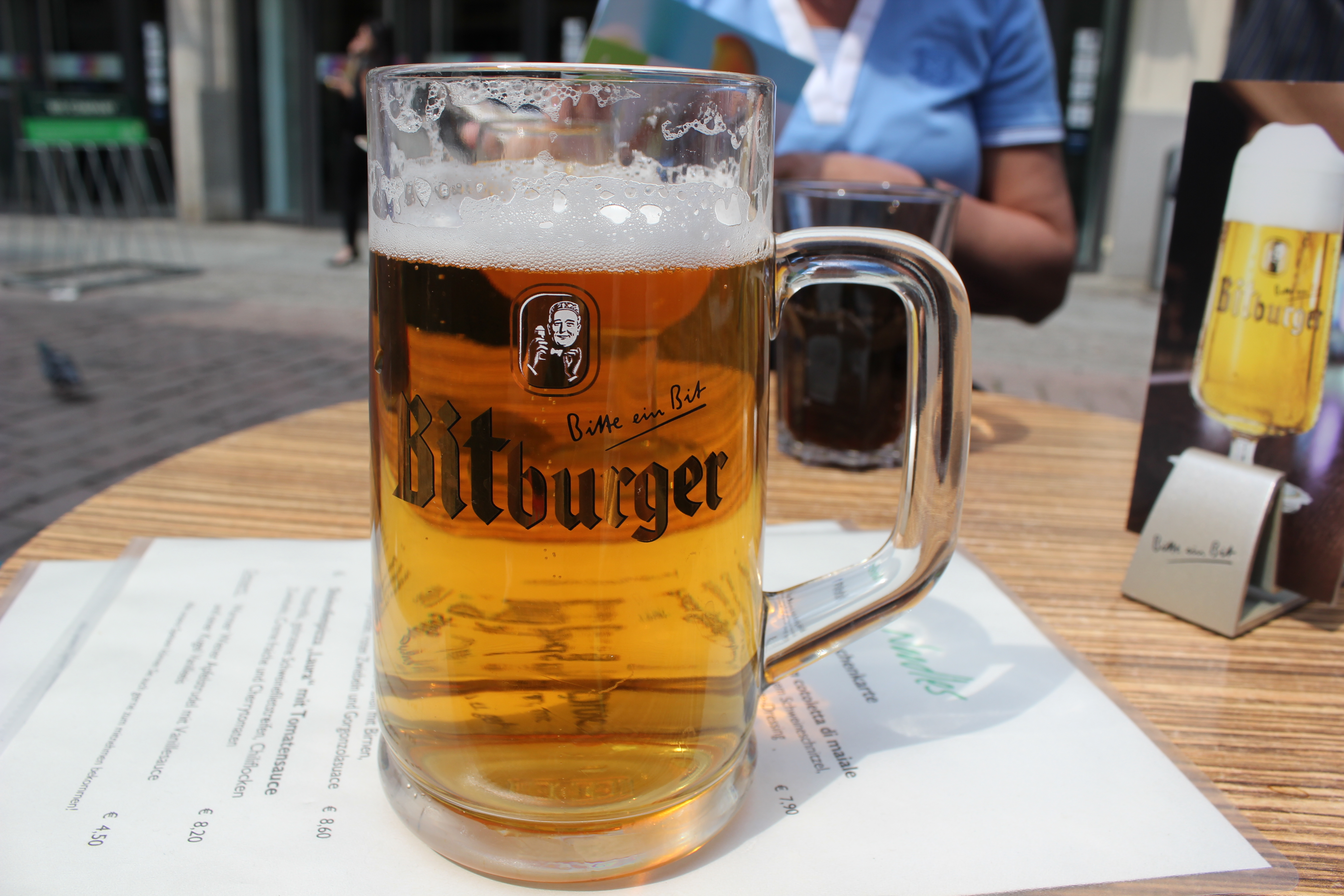
Un pahar de Bitburger, o bere pilsner în stil german

Un studiu bazat pe testarea oarbă a gustului a constatat că un consumator obișnuit nu poate face distincție între gustul mai multor beri lager cunoscute, produse în masă. În prezent berea pilsner este sinonimă cu berea lager pentru majoritatea consumatorilor.
Pilsner în stil ceh
Culoare aurie strălucitoare, dar mai închisă, aromă delicată și florală, gust mai puțin amar și distinct, fiind preparată cu malț și hamei Saaz. În Republica Cehă, doar Pilsner Urquell este numit „pilsner”. Cu toate acestea, în afara Republicii Cehe, berea pilsner în stil ceh poate fi orice sortiment de bere lager (inclusiv orice marcă cehă) – de exemplu Pilsner Urquell, Budweiser Budvar, Gambrinus, Kozel, Radegast, Staropramen, Starobrno și Krušovice.
Pilsner în stil german
Culoare pal deschis până la auriu, un gust mai amar sau pământiu, fiind preparată cu o varietate de soiuri de hamei nobil european – cele mai cunoscute sortimente de bere produse în acesti stil sunt Beck's, Bitburger, Flensburger, Fürstenberg, Holsten, Jever, König, Krombacher, Radeberger, St. Pauli Girl, Veltins, Warsteiner, Wernesgrüner și Einbecker
Pilsner în stil european
Are un gust ușor dulce, o aromă mult mai redusă de hamei și poate fi produsă nu numai din malț de orz, ci și din malțul altor cereale – cele mai cunoscute sortimente de bere produse în acest stil sunt berile neerlandeze Amstel, Grolsch și Heineken) și berile belgiene Jupiler, Maes și Stella Artois
Pilsner în stil mexican
Un tip de pale lager, cu un gust aspru, curat și echilibrat. Ea păstrează o aromă mai puternică de hamei decât alte stiluri mexicane de bere, cum ar fi cerveza, care este preparată din porumb. Un număr mare de germani și de alți europeni au imigrat în perioada celui de-al doilea Imperiu Mexican, odată cu împăratul Maximilian I al Mexicului (care avea propria sa bere), membru al ramurii austriace a Casei de Habsburg-Lorena, și ei au adus stilul lor tradițional de producere a berii. Cu excepția unor beri brune (Dos Equis Ambar, León Negra, Negra Modelo și Noche Buena), care sunt beri în stil Vienna lager, aproape toată berea produsă în Mexic este pilsner. Pacífico, o bere pilsner mexicană este numit după Oceanul Pacific. Modelo Especial este descrisă de producător ca o bere pilsner, dar are un gust puțin mai bogat și mai plin decât Corona.
Pilsner în stil american
Imigranții germani au adus procedeul de fabricare a berii pilsner în America la mijlocul secolului al XIX-lea. Berarii americani de astăzi respectă încă mai mult stilul german, dar amestecul de cereale conține o anumită cantitate de porumb și/sau orez de maxim 25%. Berile pilsner în stil american au, în general, o aromă de malț dulce cuprinsă între un nivel mediu-scăzut și un nivel mediu și nuanțe medii–înalte de hamei european.